# Kyōko Okazaki
Kyōko Okazaki (jap. 岡崎 京子, Okazaki Kyōko; * 13. Dezember 1963 in Setagaya, Tokio, Japan) ist eine japanische Manga-Zeichnerin.

## Leben
Ihr erstes Werk als professionelle Manga-Zeichnerin veröffentlichte sie 1983. Dieses erschien im Manga-Magazin Manga Burikko, das sich überwiegend auf erotische Comics spezialisierte und sich an eine männliche Leserschaft richtete. Obwohl Okazaki in den folgenden Jahren weiterhin vor allem für Männer-Magazine arbeitete (darunter Melty Lemon, Comic Burger und Comic Tom), hatte sie mit ihren Werken großen Einfluss auf weibliche Zeichnerinnen. Damit war sie neben Shungiku Uchida und Erica Sakurazawa eine der wichtigsten Vertreterinnen einer neuen Bewegung im Shōjo- und Josei-Manga. „Okazaki integrierte die neuesten Moden und Verhaltensmuster der 1980er und 1990er Jahre mit leichtem Federstrich in ihre Mangas und zeigte deutlich die verborgene Einsamkeit und Leere der Epoche, wofür sie von jungen Leuten geliebt wurde.“
Ab Anfang der 1990er Jahre erschienen ihre Comics im Mode-Magazin CUTiE. Zwei ihrer bekanntesten Werke schuf sie zwischen 1990 und 1994 für dieses Magazin: Tōkyō Girls Bravo und River's Edge. Letzteres spielt an einer japanischen Oberschule, die nahe einem Fluss liegt. Im Gebüsch beim Fluss liegt eine Leiche versteckt. Okazaki stellt einen homosexuellen Schüler, der von seinen Mitschülern gemobbt wird, und seine Freundin in den Vordergrund. Beide wissen von der Leiche, erzählen aber niemandem davon. River's Edge wurde 2018 von Isao Yukisada verfilmt.
Für das progressive Manga-Magazin Feel Young, das sich an erwachsene Frauen richtet, schuf die Autorin von 1995 bis 1996 die Manga-Serie Helter Skelter, in der ein Supermodel, das zahlreiche Schönheitsoperationen hinter sich hat, und dessen Werdegang beschrieben wird.
Helter Skelter blieb unvollendet, weil Okazaki am 19. Mai 1996 von einem betrunkenen Autofahrer angefahren wurde und sich von den Verletzungen lange Zeit nicht erholt hat. Seitdem hat sie keinen neuen Comic publiziert. Stattdessen werden ihre Werke neu aufgelegt. Eine Neuauflage von Helter Skelter brachte ihr 2003 den Preis für Exzellenz auf dem Japan Media Arts Festival und 2004 den Osamu-Tezuka-Kulturpreis ein.
Ihr Werk wird ins Chinesische, Deutsche und Französische übersetzt.

## Werke
- Virgin, 1985
- Take It Easy, 1986–1987
- pink, 1989
- Tōkyō Girls Bravo (東京ガールズ・ブラボー), 1990–1992
- Ai no Seikatsu (愛の生活), 1993
- River's Edge (リバーズ・エッジ), 1993–1994
- Untitled, 1994–1995
- Helter Skelter (ヘルタースケルター), 1995–1996